# Ilyushin Il-76
Ilyushin Il-76 (tên hiệu của NATO: Candid) là một máy bay vận tải hạng nặng đa năng bốn động cơ phản lực do Ilyushin thiết kế và sản xuất với mục đích vận chuyển máy móc, thiết bị nặng đến các khu vực xa xôi có dịch vụ kém thuộc Liên bang Xô viết. Nó lần đầu được lên kế hoạch lắp ráp như một máy bay vận chuyển thương mại năm 1967, thay thế cho Antonov An-12 với trọng tải lên tới 40.000 kg (88.000 lb), tầm hoạt động 5.000 km tương đương (2.700 hải lý; 3.100 dặm) trong ít hơn sáu giờ,có khả năng hoạt động tại các sân bay dã chiến chưa được chuẩn bị và không gặp trở ngại về thời tiết xấu như những vùng tại Siberia và vùng cực của Liên bang Xô viết. Những phiên bản quân sự của Il-76 đã được sử dụng rộng rãi tại châu Âu, châu Á và châu Phi, bao gồm cả việc sử dụng như một máy bay tiếp nhiên liệu trên không hay trung tâm chỉ huy và cảnh báo sớm trên không. Sơ đồ bố trí căn bản của loại này tương tự với chiếc C-141 Starlifter của Mỹ do Lockheed Martin chế tạo, nhưng cải tiến của nó có diện tích chở hàng và động cơ mạnh hơn nhằm đáp ứng yêu cầu hoạt động mới. Chiếc máy bay này cất cánh lần đầu vào ngày 25 tháng 3 năm 1971 và hiện vẫn đang được sản xuất tại Tashkent, Uzbekistan.

## Biến thể

### Mẫu thử và mẫu phát triển

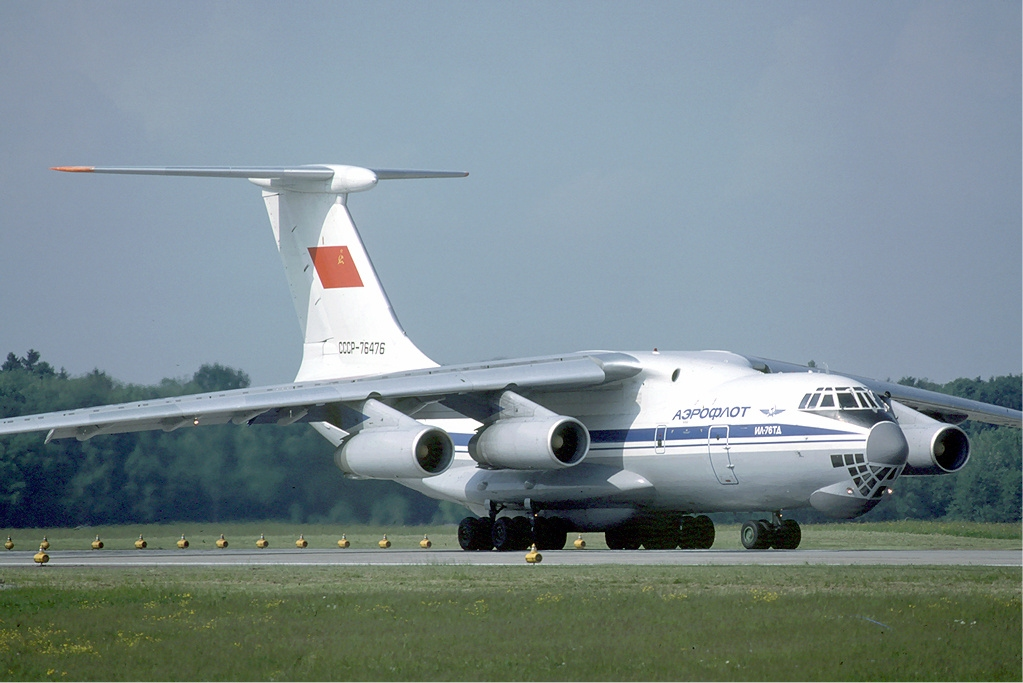
Il-76TD, một trong những biến thể đầu tiên tại sân bay Zurich.

- Izdeliye-176: mẫu thử Il-76PP.
- Izdeliye-576:
- Izdeliye-676:
- Izdeliye-776:
- IZdeliye-976 ("SKIP")[4] - (СКИП - Самолетный Контрольно-Измерительный Пункт, Airborne Check-Measure-and-Control Center):
- Izdeliye-1076:
- Izdeliye-1176: Il-76-11
- Il-76TD-90 / Il-76MD-90:
- Il-76 firebomber:
- Il-76PSD: Il-76MF
- Il-96:
- Il-150:
- Beriev A-60: (Il-76 version 1A)

### Biến thể quân sự
- Il-76-Tu160:

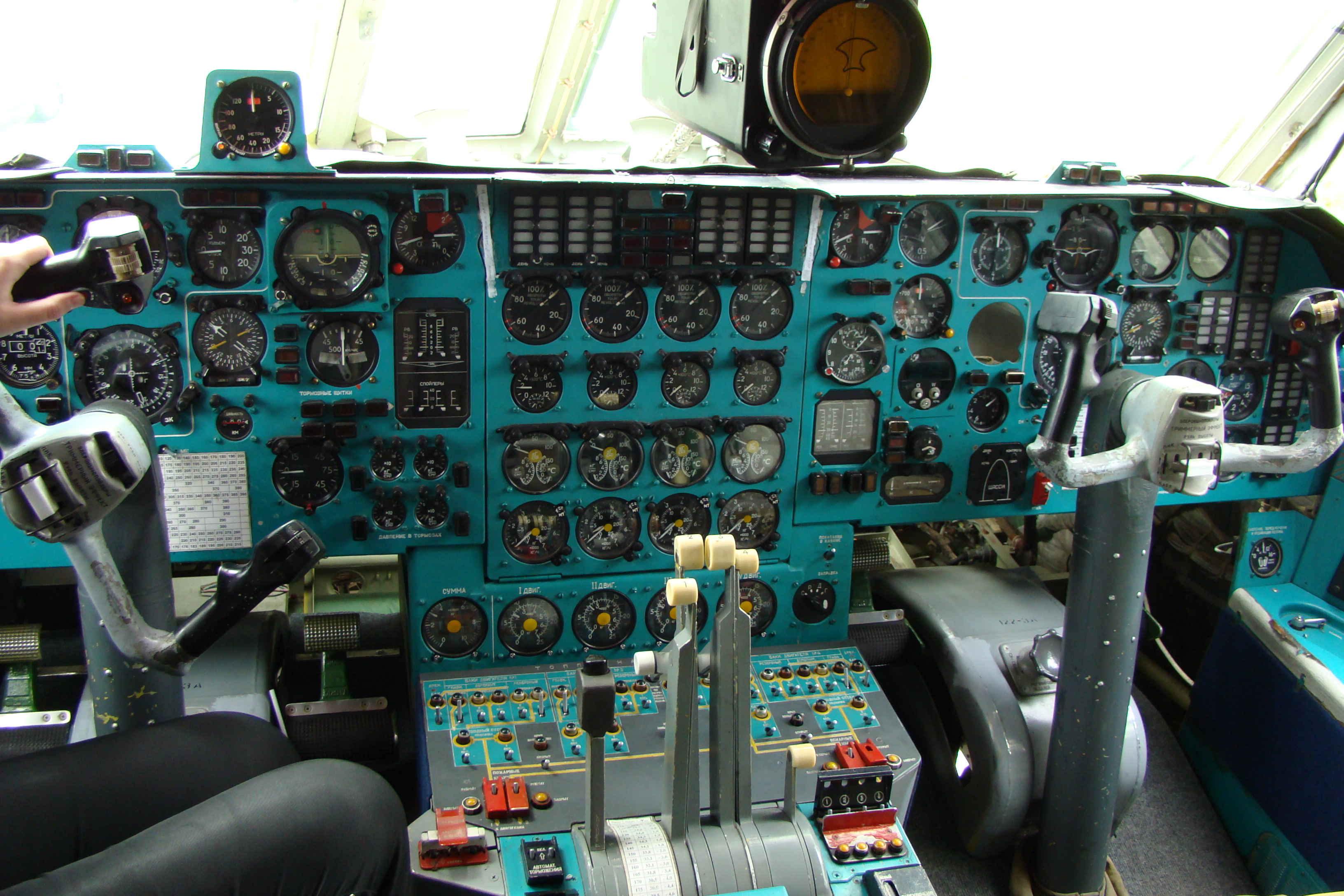
Buồng lái của phiên bản đã nâng cấp IL-76MD. Hình chụp năm 2009

- Il-76D: ('D' viết tắt của từ "Desantnyi", Десантный - "Chở lính dù")
- Il-76K/Il-76MDK/Il-76MDK-II:
- Il-76LL:
- Il-76M:
- Il-76MD:
- Il-76MD Skal'pel-MT:
- Il-76M / Il-76MD:
- Il-76MD-90:
- Il-76MF:
- Il-76PP:
- Il-76MD PS:
- Il-76T/Il-76TD:
- Il-78 / Il-78M: 
  - Il-78 MKI:
- Il-82:
- Beriev A-50/Beriev A-50M/Beriev A-50I/Beriev A-50E:
- Il-76MDM:
- Il-76MD-90A (còn gọi là Il-476 khi phát triển):.[5][6]

### Biến thể dân sự
- Il-76MGA:
- Il-76MD tới Il-76TD:

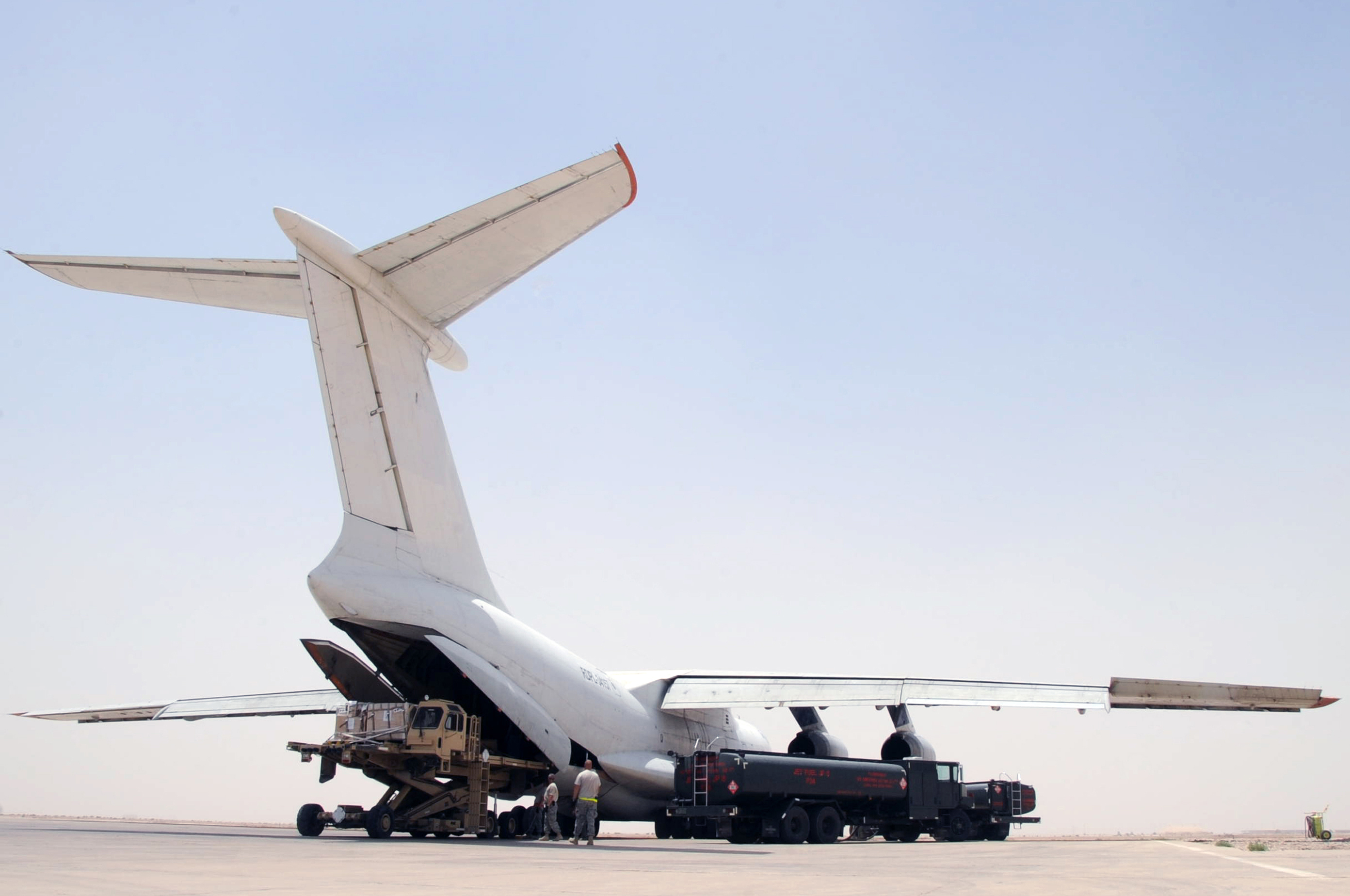
Một biến thể thương mại của Ilyushin Il-76 tại Căn cứ Ali ở Iraq.

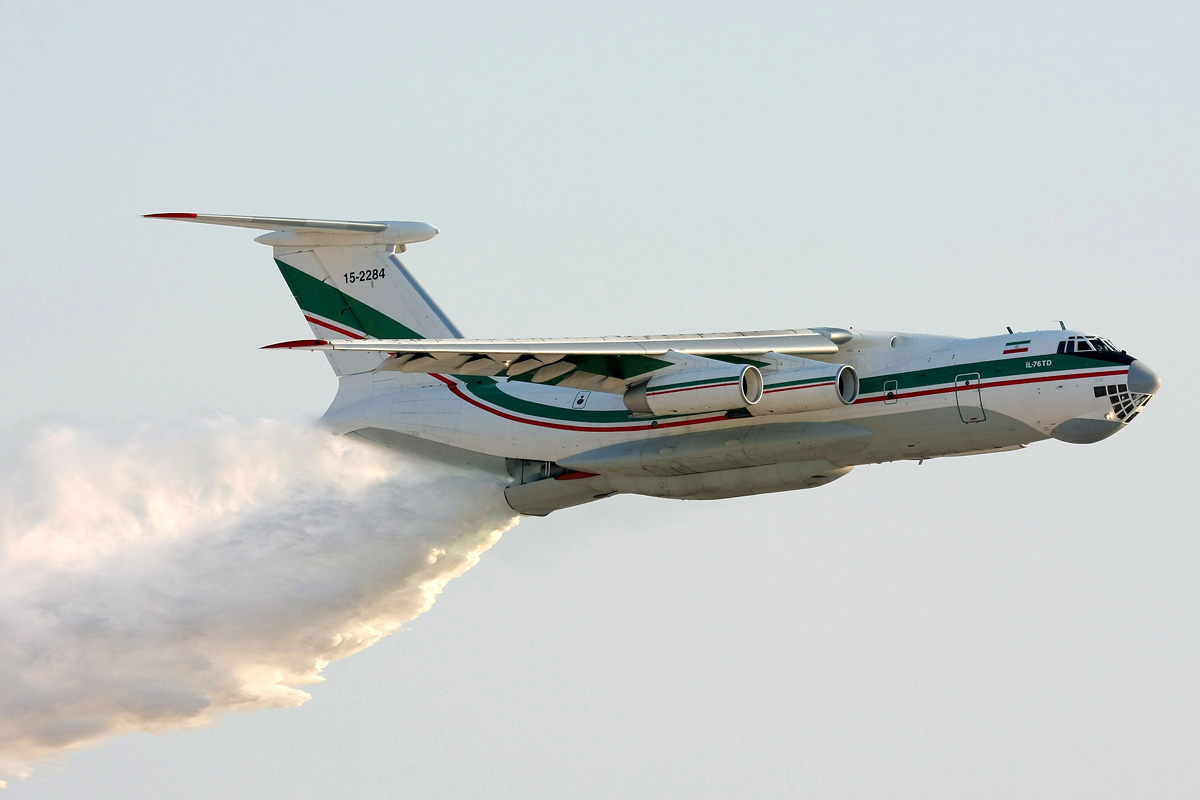
Il-76TD thuộc IRGC

- Il-76P / Il-76TP / Il-76TDP / Il-76MDP:
- Il-76T:
- Il-76TD:
- Il-76TD-90VD:
- Il-76TD-S:
- Il-76TF:
- Il-76MD-90A (còn gọi là Il-476 khi phát triển):[5][6]

### Biến thể của nước ngoài

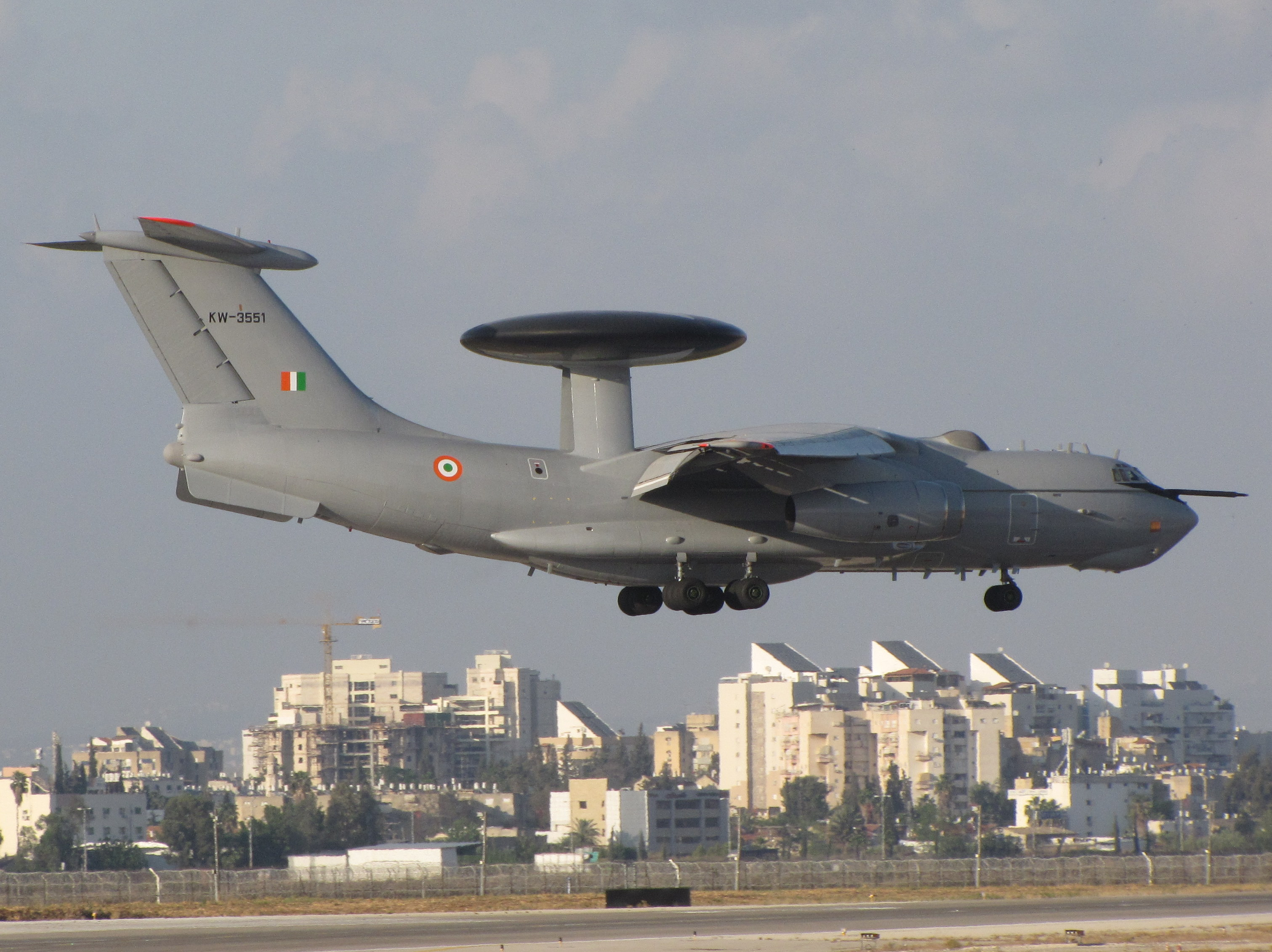
A-50E/I Mainstay thuộc Không quân Ấn Độ

- A-50E/I Phalcon: biến thể cho Không quân Ấn Độ.[7]
- Máy bay chở dầu Il-76MD: biến thể cho Không quân Iraq.
- KJ-2000: Mẫu sao chép của Trung Quốc.
- Mẫu máy bay chuyên dùng thử động cơ CFTE:
- Baghdad-1:
- Baghdad-2:

Il-76 phun nước là một phiên bản VAP-2 với bộ phận chứa nước có thể tháo/lắp đặt trong 1.5 giờ. Trong nhiều thập kỷ nó đã khiến phương Tây phải tranh cãi về việc có cần thiết phải chế tạo những chiếc máy bay phun nước mạnh hơn nữa. Il-76 có thể mang 11.000 U.S. gallons (41.600 lít) nước; dung tích gấp ba lần chiếc C-130 Hercules nhưng C-130 có kích thước nhỏ hơn Il-76 rất nhiều. Cơ quan cứu hỏa Australia cho rằng Il-76 là một "máy bay chữa cháy rất, rất tốt".

## Bị loại thầu ở Ấn Độ
Ấn Độ đã âm thầm loại máy bay tiếp dầu trên không IL-78 (biến thể của IL-76) ra khỏi chương trình mua sắm 6 máy bay tiếp dầu trên không của nước này và quyết định mua Airbus A-330 MRTT vì qua quá trình đánh giá cho thấy IL-78 ngốn nhiên liệu nhiều hơn, chi phí bảo trì cao hơn nên khi tính chi phí cho quá trình hoạt động 30 năm IL-78 tiêu tốn kinh phí hơn rất nhiều so với A-330 còn tính năng kỹ thuật thua A-330 gần như mọi chỉ số. Tải trọng nhiên liệu của IL-78 chỉ có 85,7 tấn trong khi A-330 tới 110 tấn. Trần bay của IL-78 là 12 km trong khi A-330 là 12,7 km, tốc độ tối đa của IL-78 là 850 km/h trong khi A-330 tối đa 880 km/h. Tầm bay của IL-78 là 7.300 km trong khi đối thủ có phạm vi hoạt động hơn gấp đôi, tới 14.800 km.
Tốc độ tiếp nhiên liệu của IL-78 cũng chỉ 2900 lít/phút còn A-330 lên tới 4600 lít/phút. Chi phí hoạt động là nguyên nhân chính dẫn đến sự thất bại của IL-78 cũng như các vũ khí khác của Nga tại Ấn Độ vì các loại động cơ do Nga sản xuất thường ngốn quá nhiều nhiên liệu trong khi quy trình bảo trì của các loại vũ khí Nga khá rườm rà và tốn kém, việc cung cấp phụ tùng thay thế thường xuyên bị chậm tiến độ và khan hiếm liên tục.

## Tai nạn
Il-76 có tiền sử tần suất tai nạn dày đặc trong khi sử dụng bởi rất nhiều lý do chủ quan lẫn khách quan
- Ngày 23 tháng 11 năm 1979, một Il-76 thuộc lực lượng Không quân Liên Xô, số đăng bạ CCCP-86714, khi tiếp cận sân bay Vitebsk đã bị mất kiểm soát và rơi, giết chết một người.
- Ngày 11 Tháng 12 năm 1988, một Il-76 của Aeroflot đã bị rơi ở Leninakan, Armenia, giết chết tất cả 78 người.
- Ngày 19 tháng 8 năm 1996, một Il-76T bị rơi trong khi cố gắng hạ cánh tại sân bay Nikola Tesla ở Belgrade, giết chết tất cả 14 người.
- Ngày 12 Tháng 11 năm 1996, một Il-76 của Kazakhstan đã có một vụ va chạm giữa không trung gần Charkhi Dadri, Ấn Độ với 1 Boeing 747 Saudi Arabian Airlines, kết quả là thiệt mạng toàn bộ 349 người. Vụ tai nạn đã được coi như là lỗi của phi công Il-76 không làm theo hướng dẫn điều khiển không lưu.
- Ngày 27 tháng 11 năm 1996, một Ilyushin Il-76MD của Không quân Nga, số đăng bạ RA-78804, bay vào các sườn đồi một phút sau khi nó rời sân bay và bị rơi 14 km (8,7 mi) ra xa khỏi sân bay. Tất cả 21 người ngồi trên máy bay thiệt mạng trong vụ tai nạn.
- Ngày 13 Tháng 7 năm 1998, một Il-76MD, số đăng bạ UR-76424 bị rơi ở Vịnh Ba Tư trong thời gian ngắn sau khi rời sân bay Ra'sal-Khaymah. Phi hành đoàn 8 người thiệt mạng trong vụ tai nạn.
- Ngày 02 Tháng 12 năm 2001, chuyến bay Lực lượng Vũ trang Liên bang Nga 9064 bị rơi tại Novaya Inya, Nga giết chết 18 người.
- Ngày 19 tháng 2 năm 2003, một chiếc Ilyushin Il-76 đã bị rơi gần Kerman, Iran với lý do không xác định giết chết 275 người, bao gồm hàng trăm các Vệ binh Cách mạng Iran.
- Ngày 8 tháng năm 2003, đoạn đường nối tải phía sau của một Il-76 của chính phủ Congo bất ngờ mở tại 10.000 feet sau khi cất cánh từ thủ đô Kinshasa. Báo cáo ban đầu đã có hơn 120 cảnh sát và gia đình của họ đã bị hút ra trong 45 phút nhưng thiệt hại thực tế chỉ có 14.
- Ngày 11 tháng 11 năm 2005, Il-76MD của Royal Airlines Cargo đâm vào một ngọn đồi về phía tây bắc thủ đô Kabul, Afghanistan.
- Ngày 30 tháng 6 năm 2008, một chiếc Ilyushin Il-76 đã bùng nổ thành một quả cầu lửa khi cất cánh từ sân bay quốc tế Khartoum ở Sudan. Tất cả phi hành đoàn đã thiệt mạng.
- Ngày 15 tháng 1 năm 2009, 2 chiếc Il-76MD của Bộ Nội vụ Nga đã có va chạm mặt đất tại sân bay Makhachkala. Một trong những chiếc máy bay, số đăng bạ RA-76825, đã sẵn sàng để khởi hành và được vị trí ở cuối đường băng khi một trong những khác, RA-76827, đi vào. Có ba trường hợp tử vong trong các máy bay khởi hành, trong số bảy người ngồi trên máy bay.
- Ngày 09 tháng ba 2009 Aerolift Il-76 S9-SAB đâm vào hồ Victoria ngay sau khi cất cánh từ sân bay Entebbe, Uganda, giết chết tất cả 11 người. Hai trong số các động cơ đã bốc cháy khi cất cánh. Vụ tai nạn đã được điều tra bởi Bộ Giao thông vận tải Uganda, trong đó kết luận rằng tất cả bốn động cơ hết hạn.
- Ngày 22 tháng 9 năm 2009, Il76-MD "5-8208" của Cộng hòa Hồi giáo Iran đã bị rơi gần Varamin giết chết tất cả bảy người trên máy bay.
- Ngày 01 tháng 11 năm 2009, Il-76MD (số đuôi RF-76801) của Bộ Nội vụ Nga bị rơi ngay sau khi cất cánh từ Mirny ở Yakutia giết chết tất cả 11 người trên máy bay.
- Ngày 28 tháng 11 năm 2010 một Il-76 4L-GNI đã bị rơi trong một khu vực đông dân cư của Karachi, Pakistan ngay sau khi cất cánh từ Sân bay Quốc tế Jinnah. Tất cả tám người trên khoang thiệt mạng, cùng với hai người trên mặt đất. Chiếc máy bay được cho là đã cố gắng để trở về Jinnah sau khi bị một đám cháy động cơ.
- Ngày 06 tháng 7 năm 2011 một Il-76, số đuôi 4K-AZ55, đâm vào một ngọn núi ở Afghanistan. Tám người trên máy bay ban đầu được xác nhận là thiệt mạng, với một mất tích.
- Ngày 14 tháng 8 năm 2012 một Il-76TD-90VD của Volga-Dnepr Airlines gặp tai nạn trong khi hạ cánh tại Newfoundland, Canada
- Ngày 30 tháng 11 năm 2012 một Il-76T đang được vận hành bởi Trans Air Congo đã bị rơi ở Brazzaville trong khi hạ cánh làm chết 32 người, trong đó có 5 nhân viên phục vụ, một người khác trên tàu và 26 người trên mặt đất.
- Vào ngày 24 tháng 1 năm 2024, một chiếc Ilyushin Il-76 của Không quân Nga đã bị rơi ở Quận Korochansky thuộc tỉnh Belgorod của Nga. Bộ Quốc phòng Nga cho biết họ đang chở 65 tù binh của Lực lượng Vũ trang Ukraina , với 6 thành viên thủy thủ đoàn và 3 lực lượng an ninh vào thời điểm đó.  Điều này đã bị các nguồn tin Ukraine bác bỏ, trích dẫn hướng bay, hình ảnh về địa điểm máy bay rơi và các thông tin mật khác bị rò rỉ từ Nga.

## Quốc gia sử dụng
Algérie

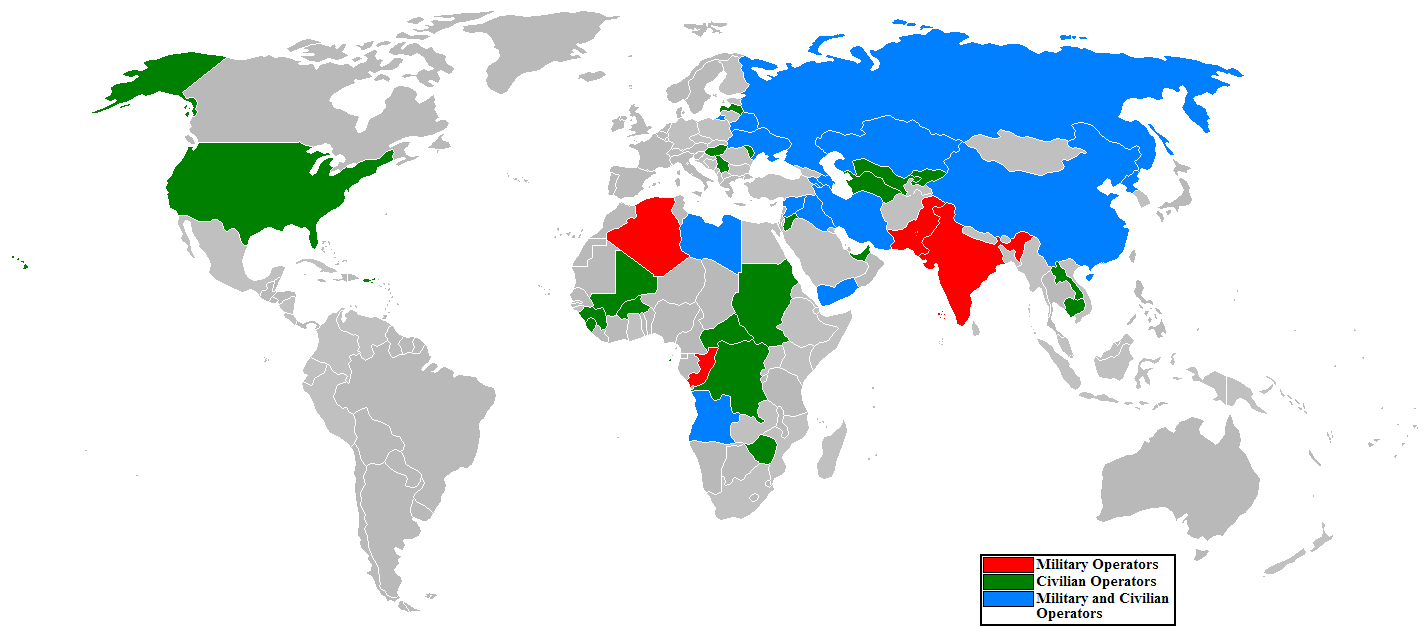
Quốc gia đã và đang sử dụng Il-76. (Đỏ=Quân sự. Xanh lá=Dân sự. Xanh dương=Dân sự + Quân sự)

- Không quân Algeria: 18 Il-76, gồm 3 Il-76MD, 9 Il-76TD, và 6 Il-78 Midas.

 Angola
- Không quân Angola: 1 Il-76 đã rơi ngày 27/08/09 gần sân bay quốc tế 4 de Fevereiro[9]
- Gira Globo: 1 Il-76.[10]

 Armenia
- Air Highnesses: sở hữu và điều hành Il-76T (EK-76300) thay mặt Aéro-Service.[11]
- Không quân Armenia: 3 Il-76s.
- Dvin Airlines: 1 Il-76TD.
- Yerevan-Avia: 2 Il-76 (EK86724 và EK86817).

 Azerbaijan
- Azal Avia Cargo: 1 Il-76TD.
- Không quân Azerbaijan
- Azerbaijan Airlines: 1 Il-76M.
- Silk Way Airlines: 7, gồm 5 Il-76TD và 2 Il-76TD-90.[12]

 Belarus
- Không quân Belarusia: 4
- Belavia
- TransAVIAexport Airlines
- Gomelavia: 5 Il-76TD.

 Burkina Faso
- Faso Airways: 1 Il-76TD.

 Campuchia
- Imtrec Aviation

 Trung Quốc
- Không quân Quân giải phóng nhân dân: 17 Il-76, gồm 3 chiếc KJ-2000 AEW&C và Il-78 chở dầu.
- China United Airlines

 Cộng hòa Dân chủ Congo
- Air Congo[13]

 Cộng hoà Congo
 Cuba
- Cubana: 2 Il-76

 Guinea Xích Đạo
- Ecuatorial Cargo: 1 Il-76TD.[14]
- Express International Cargo

 Gruzia
- Sun Way

 Hungary
- Atlant Hungary: Il-76.[15]
- Hungarian Ukrainian Air Cargo: Il-76[16]

 Ấn Độ

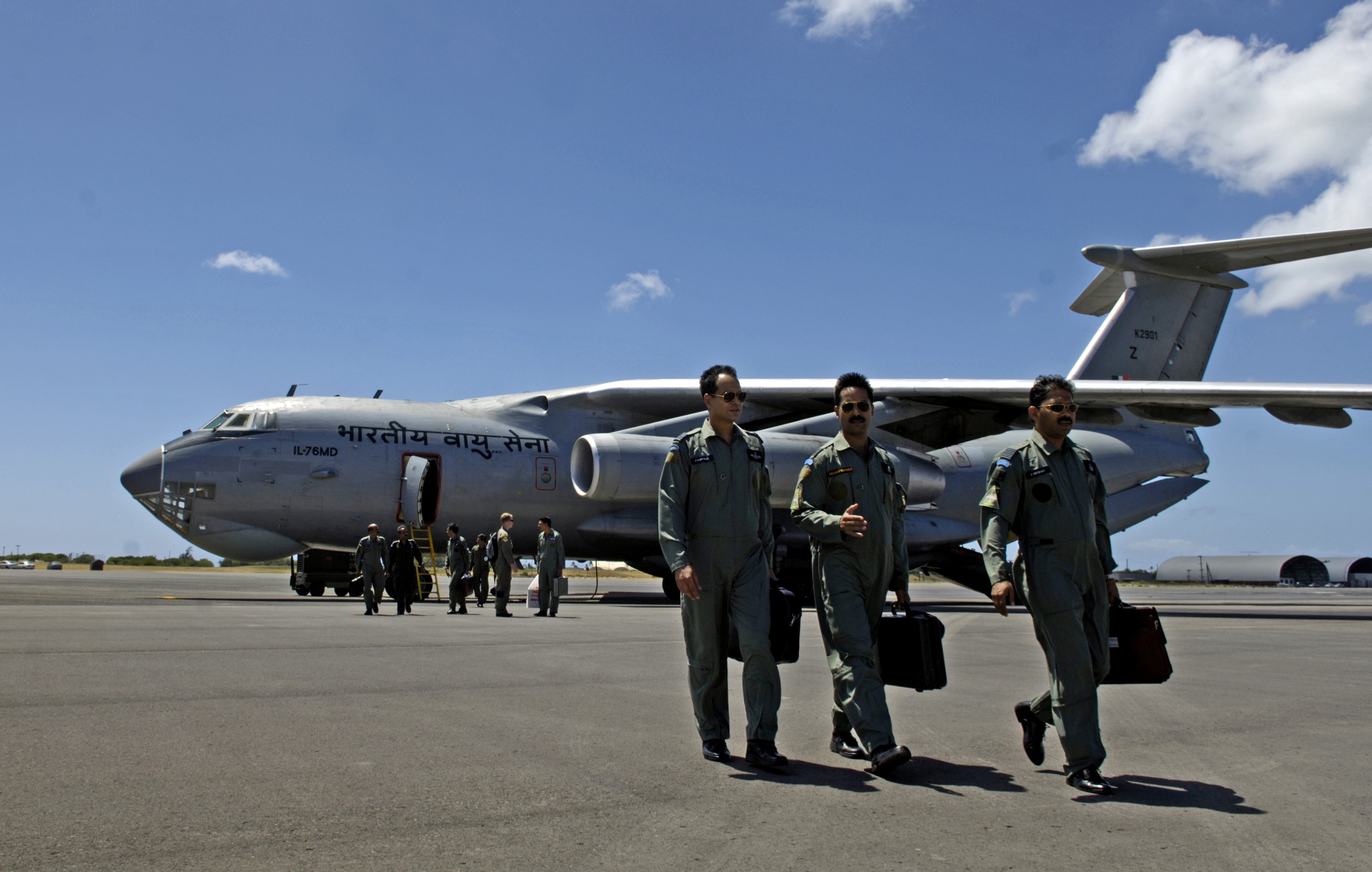
Phi công Ấn Độ sau khi hạ cánh Il-76 tại căn cứ không quân Hickam, Hawaii.

- Không quân Ấn Độ: 24 Il-76 và trên 100 AN-32.[17] 17 Il-76MD, 6 Il-78MKI và 2 A-50 với radar Phalcon của Israel cho phiên bản AEW&C.[18]

 Iran
- Không quân Cộng hòa Hồi giáo Iran: 15 Il-76.
- Không quân Quân đoàn Cận vệ Cách mạng Hồi giáo: 2 Il-76.
- Atlas Air: 8 Il-76TD.[19]
- Chabahar Air: 2 Il-76TD.[20]
- Mahan Air
- Payam Air: 2 Il-76TD.
- Qeshm Air: 2 Il-76TD.
- Safiran Airlines
- Yas Air: 2 Il-76TD

 Iraq
- Không quân Iraq
- Iraqi Airways: 1 Il-76.

 Jordan
- Jordan International Air Cargo - 2 Il-76MF giao năm 2011[21] và phục vụ cho cả Không quân Hoàng gia Jordan.

 Kazakhstan
- Chính phủ Kazakhstan: 1 Il-76.
- Air Almaty: Il-76TD.[22]
- Air Kazakhstan: Il-76
- GST Aero: 1 Il-76T.[23]
- Kazakhstan Airlines: Il-76TD
- Sayakhat Airlines: Il-76

 Kyrgyzstan

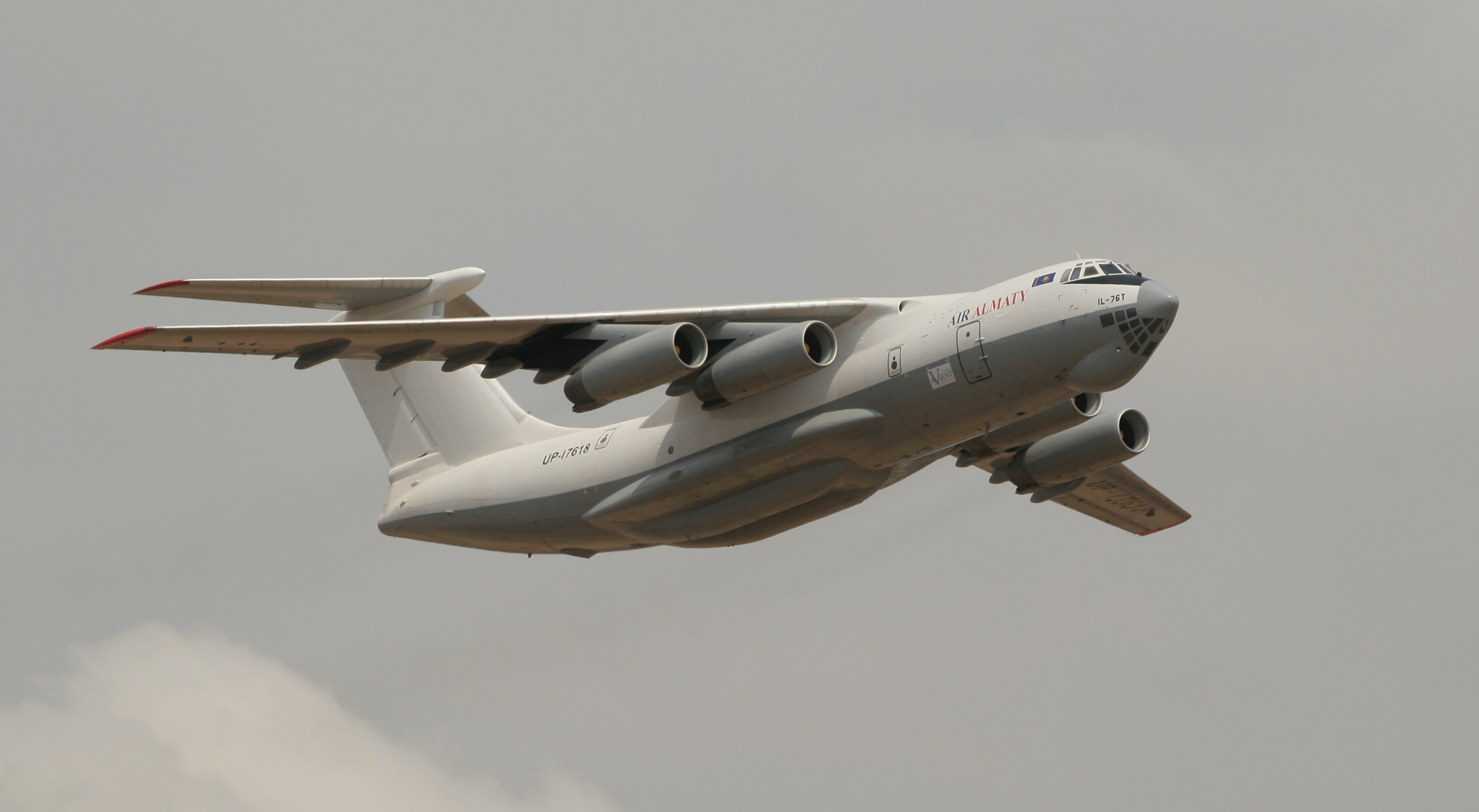
Il-76T thuộc Air Almaty

- Botir Avia: 3, gồm 1 Il-76MD và 2 Il-76TD.
- Kyrgyzstan Airlines: 1 Il-76TD.
- Reem Air

 Lào
- Imtrec aviation thuộc Cambodia sử dụng Il-76TD của Lào.[24]

 Latvia
- Inversija: 3, gồm 2 Il-76T và 1 Il-76TD.

 Libya
- Không quân Libya
- Jamahiria Air Transport: Il-76M, Il-76TD, và Il-78.[25]
- Libyan Air Cargo, công ty vận tải thuộc Libyan Arab Airlines: 21, gồm 1 Il-76M và 15 Il-76TD.

 Mali
- Transafrica Airlines

 Moldova
- Aerocom: 1 Il-76MD và 1 Il-76T.
- Airline Transport
- Jet Line International: Il-76[26]
- Tiramavia

 CHDCND Triều Tiên
- Không quân Bắc Triều Tiên
- Air Koryo

 Nga
- Không quân Nga: 119.[27]
- Bộ các tình trạng khẩn cấp: 1 Il-76TD.
- Abakan Avia: 3 Il-76TD.
- Aeroflot
- Air STAN: Il-76TD.[28]
- 'Airlines 400: 2 Il-76TD.
- Airstars Airways: 4 Il-76TD.
- ALAK: Il-76
- Alrosa-Avia: 4 Il-76TD
- Aram Air
- Atlant-Soyuz Airlines: 6, gồm 2 Il-76MD và 4 Il-76TD.
- ATRAN Cargo Airlines" 5, gồm 3 Il-76T và 2 Il-76TD.
- Atruvera Aviation: 3, gồm 1 Il-76MD và 2 Il-76TD.
- Aviacon Zitotrans: 5, gồm 4 Il-76TD.
- Aviaenergo
- Aviast: 4, gồm 1 Il-76MD và 3 Il-76TD.
- Lực lượng biên phòng Nga
- Continental Airways
- Dacono Air
- Domodedovo Airlines
- East Line
- Ilavia Airline: 6, gồm 2 Il-76MD và 4 Il-76TD.
- KrasAir
- Krylo Airlines: 2 Il-76TD
- Magadan Avia Leasing
- Moscow Airways[29]
- Novosibirsk Air Enterprise
- Pulkovo Aviation Enterprise
- Samara Airlines: 2 Il-76TD.
- Spair Airlines
- Tesis Aviation Enterprise: 9 Il-76TD.
- Tyumen Airlines
- Uralinteravia
- Volga-Dnepr: 12 Il-76TD và 4 Il-76TD-90VD.[30][31]

 Serbia
- Air Tomisko
- Kosmas Air

 Sierra Leone
- Aerolift Sierra Leone[32]

 Liên Xô
- Không quân Liên Xô
- Aeroflot
- Jet Air Cargo[33]

 Sudan
- Air West
- Azza Transport: 2 Il-76TD.
- East West Cargo
- Juba Cargo[34]
- Badr Airlines
- Trans Attico
- Alfa Airlines
- Green Flag Airlines

 Syria
- Không quân Syria
- Syrian Arab Airlines

 Turkmenistan
- Turkmenistan Airlines

 Ukraina
- Không quân Ukraina
- Air Service Ukraine
- Air Ukraine
- ATI Aircompany
- Azov Avia Airlines
- BSL Airline[35]
- Busol Airlines
- Khors Aircompany
- Lviv Airlines
- South Airlines
- Ukraine Air Alliance
- Ukrainian Cargo Airways
- Veteran Airlines
- Volare Airlines
- Yuzhmashavia

 Liên Hợp Quốc
- United Nations Humanitarian Air Service

 Hoa Kỳ
- Air Support Systems, LLC

 UAE
- Gulf Aviation Technology and Services
- Phoenix Aviation

 Uzbekistan
- Quân đội Uzbekistan: 6.[36]
- Avialeasing
- Uzbekistan Airways

 Yemen
- Không quân Yemen
- Yemenia: 2 Il-76TD.

## Tính năng kỹ chiến thuật (Il-76TD-90)
Dữ liệu lấy từ Ilyushin, Aviadvigate, Volga-Dnepr Airlines.
Đặc điểm tổng quát
- Tổ lái: 5
- Sức chuyên chở: 50.000 kg (Il-76)[nb 1]
- Tải trọng: 42 tấn (Il-76M), 48 tấn (Il-76MD), 60 tấn (Il-76MD-90A) ()
- Chiều dài: 46,59 m (152 ft 10 in)
- Sải cánh: 50,5 m (165 ft 8 in)
- Chiều cao: 14,76 m (48 ft 5 in)
- Diện tích cánh: 300 m² (3.229,2 ft²)
- Trọng lượng rỗng: 92.500 kg (Il-76TD-90)[nb 2] (203.962 lb)
- Trọng lượng cất cánh tối đa: 195.000 kg (Il-76)[nb 3] (429.975 lb (Il-76TD-90))
- Động cơ: 4 × Aviadvigatel PS-90-76 kiểu turbofan, 171 kN (38,367 lbf) mỗi chiếc

 Hiệu suất bay 
- Vận tốc cực đại: 900 km/h (490 kt, 560 mph) Mach 0.82 phụ thuộc độ cao
- Tầm bay: 4.300 km (Il-76)[nb 4] () with 50 tấn tải trọng tối đa
- Trần bay: 13.000 m (42.700 ft)
- Vận tốc leo cao: m/s (ft/min)
- Tải trên cánh: 566,7 kg/m² (Il-76M/T)[nb 5] (116,05 lb/ft² (Il-76M/T), 129,72 lb/ft² (Il-76MD/TD))
- Lực đẩy/trọng lượng: (Il-76)[nb 6]

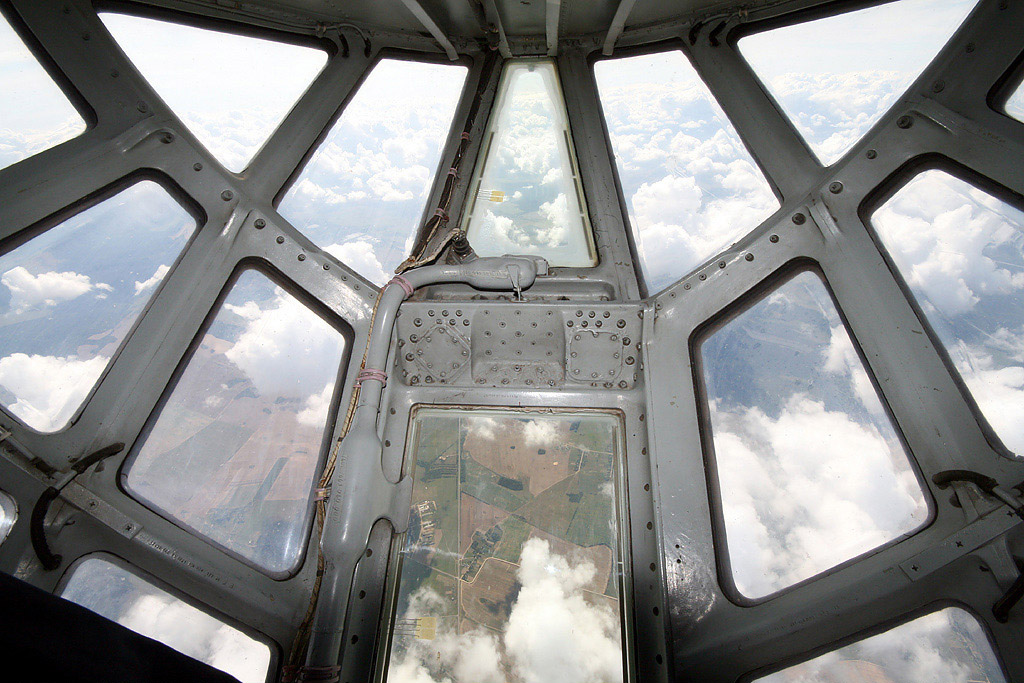
Mũi kính của Il-76TD

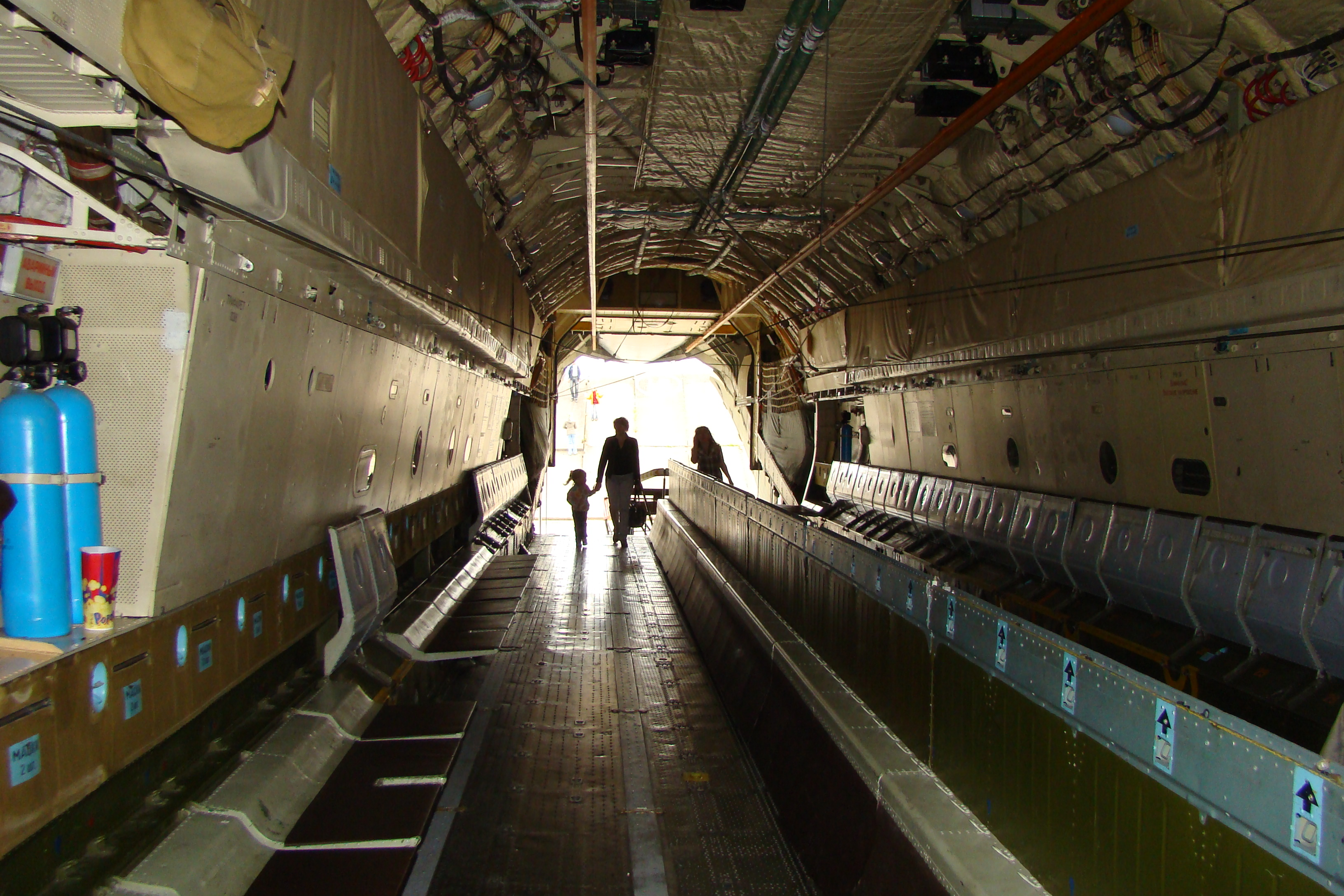
Cabin chứa hàng của Il-76MD

- Đường băng cất cánh tối thiểu: 450 m

Trang bị vũ khí

- Súng: 2× 23 mm pháo tự động ở đuôi
- Bom: Một số phiên bản quân sự có 2 giá treo dưới mỗi cánh có thể mang bom 500 kg.